# Love Songs (album, Chicago)
Love Songs je kompilacijski album romantičnih skladb chichaške rock zasedbe Chicago, ki je izšel leta 2005 pri založbi Rhino Records.
Album vsebuje številne ljubezenske skladbe iz kariere skupine, vse od debitantskega albuma Chicago Transit Authority (1969), do dveh živih posnetkov iz 2004, ki so jih Chicago posneli skupaj s skupino Earth, Wind & Fire. Zanimivo je, da vsebujejo različice albuma, ki so izšle izven ZDA, tudi solo skladbe nekdanjega člana skupine, Petra Cetere, ki jih skupina ni nikoli posnela.
Album je izšel januarja 2005 in dosegel 57. mesto ameriške lestvice.

## Seznam skladb
| Št. | Naslov | Pisec                                      | Dolžina |
| --- | --- | ------------------------------------------ | ------- |
| 1.  | „You're the Inspiration‟                                                                                                 | Peter Cetera, David Foster                 | 3:48    |
| 2.  | „If You Leave Me Now‟ (v živo; posnetek s koncerta 2004; glavni vokalist je Philip Bailey iz skupine Earth, Wind & Fire) | Cetera                                     | 4:14    |
| 3.  | „Hard to Say I'm Sorry/Get Away‟                                                                                         | Cetera, Foster, Robert Lamm                | 5:06    |
| 4.  | „Here in My Heart‟ | James Newton Howard, Glen Ballard          | 4:14    |
| 5.  | „Call on Me‟ | Lee Loughnane                              | 4:03    |
| 6.  | „Colour My World‟ | James Pankow                               | 3:02    |
| 7.  | „Just You 'n' Me‟ | Pankow                                     | 3:42    |
| 8.  | „After the Love Has Gone‟ (nov živi posnetek hita skupine Earth, Wind & Fire; na glavnem vokalu Bill Champlin)           | Bill Champlin, Foster, Jay Graydon         | 5:19    |
| 9.  | „Hard Habit to Break‟ | Steve Kipner, Jon Parker                   | 4:45    |
| 10. | „Look Away‟ | Diane Warren                               | 4:01    |
| 11. | „Beginnings‟ (spremenjena verzija)                                                                                       | Lamm                                       | 6:27    |
| 12. | „Happy Man‟ | Cetera                                     | 3:15    |
| 13. | „Will You Still Love Me?‟                                                                                                | Foster, Tom Keane, Richard Baskin          | 4:12    |
| 14. | „No Tell Lover‟ | Loughnane, Danny Seraphine, Cetera         | 3:50    |
| 15. | „I Don't Wanna Live Without Your Love‟                                                                                   | Warren, Albert Hammond                     | 3:56    |
| 16. | „Never Been in Love Before‟                                                                                              | Lamm                                       | 4:10    |
| 17. | „What Kind of Man Would I Be?‟                                                                                           | Jason Scheff, Chas Sanford, Bobby Caldwell | 4:14    |
| 18. | „Wishing You Were Here‟                                                                                                  | Cetera                                     | 4:36    |

| Mednarodne izdaje | Mednarodne izdaje | Mednarodne izdaje                 | Mednarodne izdaje |
| Št.               | Naslov | Pisec                             | Dolžina           |
| ----------------- | --- | --------------------------------- | ----------------- |
| 1.                | „You're the Inspiration‟                                                                                                 | Cetera, Foster                    | 3:48              |
| 2.                | „If You Leave Me Now‟ (v živo; posnetek s koncerta 2004; glavni vokalist je Philip Bailey iz skupine Earth, Wind & Fire) | Cetera                            | 4:14              |
| 3.                | „Saturday in the Park‟                                                                                                   | Lamm                              | 3:56              |
| 4.                | „Hard to Say I'm Sorry/Get Away‟                                                                                         | Cetera, Foster, Robert Lamm       | 5:06              |
| 5.                | „Here in My Heart‟ | James Newton Howard, Glen Ballard | 4:14              |
| 6.                | „Call on Me‟ | Lee Loughnane                     | 4:03              |
| 7.                | „Colour My World‟ | James Pankow                      | 3:02              |
| 8.                | „Glory of Love‟ (Peter Cetera)                                                                                           | Cetera/Foster/Diane Nini          | 4:20              |
| 9.                | „After the Love Has Gone‟ (nov živi posnetek hita skupine Earth, Wind & Fire; na glavnem vokalu Bill Champlin)           | Champlin, Foster, Graydon         | 5:19              |
| 10.               | „Hard Habit to Break‟ | Kipner, Jon Parker                | 4:45              |
| 11.               | „Look Away‟ | Warren                            | 4:01              |
| 12.               | „Beginnings‟ (spremenjena verzija)                                                                                       | Lamm                              | 6:27              |
| 13.               | „The Next Time I Fall‟ (Peter Cetera & Amy Grant)                                                                        | Caldwell, Paul Gordon             | 3:43              |
| 14.               | „Will You Still Love Me?‟                                                                                                | Foster, Keane, Baskin             | 4:12              |
| 15.               | „No Tell Lover‟ | Loughnane, Seraphine, Cetera      | 3:50              |
| 16.               | „I Don't Wanna Live Without Your Love‟                                                                                   | Warren, Hammond                   | 3:56              |
| 17.               | „What Kind of Man Would I Be?‟                                                                                           | Scheff, Sanford, Caldwell         | 4:14              |
| 18.               | „Just You 'n' Me‟ | Pankow                            | 3:42              |
| 19.               | „If You Leave Me Now‟ | Cetera                            | 3:56              |

## Produkcija
- Matthew Abels – projektni asistent
- Karen Ahmed – producent kompilacije
- Hugh Brown – oblikovanje, fotografije, umetniški direktor
- Chicago – producent
- Reggie Collins – projektni asistent
- David Donnelly – mastering, miks
- Mike Engstrom – producent kompilacije
- David Foster – producent
- Cory Frye – producent kompilacije
- A. Scott Galloway – notranje opombe
- James William Guercio – producent
- Jon Heintz – miks
- James Newton Howard – producent
- Robin Hurley – producent kompilacije
- Karen LeBlanc – projektni asistent
- Lee Loughnane – producent
- Jeff Magid – inženiring
- Ron Nevison – producent
- Bob O'Neill – projektni asistent
- Randy Perry – projektni asistent
- Gary Peterson – projektni asistent
- Phil Ramone – producent
- Chas Sandford – producent
- Maria Villar – oblikovanje, umetniški direktor

## Lestvice
| Lestvica (2016) | Najvišja uvrstitev |
| --------------- | ------------------ |
| Irska (IRMA)    | 90                 |